# كليمنتي روخاس
كليمنتي روخاس (بالإسبانية: Clemente Rojas)‏ (مواليد 1 سبتمبر 1952) هو ملاكم كولومبي، مثّل بلاده في الألعاب الأولمبية الصيفية 1972 وحقق الميدالية البرونزية في فئة وزن الريشة.

## روابط خارجية
كليمنتي روخاس على موقع بوكس ريك (الإنجليزية) (registration required)
- كليمنتي روخاس على موقع أوليمبيديا (الإنجليزية)